# 愛田櫻
愛田櫻（日語：あいださくら、1991年4月18日—），日本AV女優，為前IdeaPocket專屬女優，曾所屬於T-POWERS事務所。

## 生平
2018年7月11日，愛田櫻日前再推特透露她與老公在去年離婚，原因為老公外遇，婚外情對象雖知道他已結婚，但還是繼續與他來往，最後搞大了肚子，就在同一時間愛田櫻也發現自己懷孕，但她仍然與老公離婚，目前她是帶著4個孩子的單親媽媽。